# Yongji, Jilin
Yongji, tidigare stavat Yungki, är ett härad som lyder under Jilins stad på prefekturnivå i Jilin-provinsen i nordöstra Kina. Det ligger omkring 91 kilometer sydost om provinshuvudstaden Changchun. 